# 水橋村
水橋村（みずはしむら）は栃木県芳賀郡に属していた村である。

## 地理
現在の芳賀町の南部に位置する。
- 河川：五行川、野元川

## 歴史

### 村域の変遷
- 1889年（明治22年）4月1日 - 町村制施行により、東水沼村、西水沼村、北長島村、東高橋村、西高橋村、打越新田が合併し芳賀郡水橋村が成立する。
- 1954年（昭和29年）3月31日 - 祖母井町、南高根沢村と合併し芳賀町が発足。水橋村は消滅。

変遷表
| 1868年 以前 | 1868年 以前 | 明治12年 | 明治22年 4月1日 | 昭和29年 3月31日 | 現在   |
| ----------- | ----------- | -------- | --------------- | ---------------- | ------ |
|             | 西水沼村    | 西水沼村 | 水橋村          | 芳賀町           | 芳賀町 |
|             | 東水沼村    |          | 水橋村          | 芳賀町           | 芳賀町 |
|             | 西高橋村    |          | 水橋村          | 芳賀町           | 芳賀町 |
|             | 東高橋村    |          | 水橋村          | 芳賀町           | 芳賀町 |
|             | 長島村      | 北長島村 | 水橋村          | 芳賀町           | 芳賀町 |
|             | 打越新田    |          | 水橋村          | 芳賀町           | 芳賀町 |

## 大字
- 西水沼（にしみずぬま）
- 東水沼（ひがしみずぬま）
- 西高橋（にしたかはし）
- 東高橋（ひがしたかはし）
- 北長島（きたながしま）
- 打越新田（うちごししんでん）

## 人口・世帯

### 人口
総数 [単位： 人]
| 1891年（明治24年） | 3,689 |
| 1920年（大正 9年） | 4,775 |
| 1935年（昭和10年） | 5,115 |
| 1946年（昭和21年） | 6,628 |
| 1950年（昭和25年） | 6,774 |

### 世帯
総数 [単位： 世帯]
| 1920年（大正 9年） | 758   |
| 1935年（昭和10年） | 839   |
| 1946年（昭和21年） | 1,159 |
| 1950年（昭和25年） | 1,075 |